# فرودگاه سامرساید
فرودگاه سامرساید (به انگلیسی: Summerside Airport) یک فرودگاه همگانی با کد یاتا YSU است که یک باند فرود آسفالت دارد و طول باند آن ۲۴۳۸ متر است. این فرودگاه در کشور انگلستان قرار دارد و در ارتفاع ۱۷ متری از سطح دریا واقع شده است.